# Чердынцева, Татьяна Игоревна
Татьяна Игоревна Чердынцева (род. 16 июня 1989, Минск) —  белорусская и российская актриса театра и кино.

## Биография
Родилась в музыкальной семье, отец — Чердынцев Игорь Валерьевич, известный белорусский пианист, хоровой дирижёр, преподаватель Белорусского государственного университета культуры и искусств, мать — Глебова Елена Анатольевна, артистка Белорусского государственного камерного хора Республики Беларусь.
Занималась в детской студии при Белорусском национальном Большом театре. В 13 лет сыграла свою первую главную роль Венди в мюзикле «Питер Пен». После 9-го класса поступила на актёрский факультет Минского колледжа искусств, окончила Белорусскую академию искусств. Принимала участие в спектаклях белорусских театров. В 2008 году стала лауреатом белорусского фестиваля «Березинская рампа» за лучшее исполнение женской роли в дипломном спектакле «Сумасбродка» по Карло Гольдони. С 2009 года в труппе Белорусского театра юного зрителя. Позже служила в Белорусском камерном драматическом театре и в «Театральном ковчеге». В 2013 году отмечена премией Эрбильского международного театрального фестиваля в Ираке (спектакль «Больше чем дождь»).
В 2015 году — ведущая белорусской ежевечерней детской программы «Калыханка» на белорусском телевидении.
С 2016 года живёт в Москве. Муж — звукорежиссёр Александр Чубинец.
Первая роль в кино — медсестра в фильме «Спасти или уничтожить», далее следовали эпизодические роли в фильмах «В ожидании любви» и «Счастье есть». Первая главная роль — в короткометражке «Штрихи осени», получившей Гран-при V Минского фестиваля студенческого кино и видео. Снялась более чем в 80 фильмах и сериалах российских, украинских и белорусских киностудий.
Особую известность получила после мистической мелодрамы-сериала «Ученица Мессинга», где сыграла главную роль Ольги, — весь её жизненный и творческий путь от девочки-подростка до известной артистки. Режиссёр Владимир Нахабцев долго выбирал актрису на роль героини, — нужна была девушка «советского типа», и нашёл её в Минске, — «там ещё остались те самые, советские девчонки, с особым, ещё не утерянным минчанками внутренним свечением».
Номинант на премию Золотой орёл 2021 (лучшая женская роль на телевидении).

Мой главный принцип — усердие. Я очень много много вкладываю в свою работу сил, напряжений и времени, поэтому ценю всё, что со мной происходит, ценю каждую роль, пусть и не всегда главную. Каждый момент на экране для меня имеет большое значение. Это не только реализация мечты, но ещё духовный и профессиональный рост. А всё вместе даёт хороший опыт. Поэтому всем начинающим рекомендую прочитать классиков: Чехова, Станиславского, Мейерхольда… Вообще нужно читать как можно больше художественной литературы. Обязательно интересоваться и знать историю, общаться с разными интересными людьми, любить своё дело, уметь чувствовать и слушать своё сердце… Это важно в профессии. И не нужно бояться мелких неудач. Если ты действительно правильно стремишься к цели, обязательно её достигнешь.— 

## Фильмография
- 2024 — Инъекция любви — Анна
- 2023 — Такси под прикрытием — Ольга
- 2023 — Горячая точка-3 — Екатерина Подольская
- 2023 — Замаячный — «Екатерина»
- 2023 — Крутые меры — Вика
- 2023 — Завтра будет всегда — Вера
- 2023 — Горько-солёное море любви — Татьяна
- 2021 — Горячая точка-2 — Екатерина Подольская
- 2021 — Смерть в объективе-2 — Ольга, медсестра
- 2020 — Ученица Мессинга — Ольга Мигунова
- 2020 — Несчастный случай
- 2020 — Скорая помощь-3
- 2020 — Ничья земля
- 2020 — Миленький ты мой
- 2020 — Хрустальная ловушка
- 2020 — Без любви
- 2020 — Агеев
- 2020 — Анна-детективъ-2 ― Капитолина Кондратьева, горничная
- 2020 — Пробуждение любви
- 2019 — Чужая
- 2019 — Тест на беременность — 2
- 2019 — Совсем чужие
- 2018—2019 — СеняФедя
- 2018 — Судьба обмену не подлежит
- 2018 — Нераскрытый талант — 2
- 2018 — Нераскрытый талант — 3
- 2018 — Невозможная женщина
- 2018 — Московская борзая — 2
- 2018 — Дом с чёрными котами
- 2018 — Берёзка
- 2017 — Пёс Рыжий
- 2017 — Золотце
- 2017 — Экспроприатор
- 2017 — Двойная сплошная — 2
- 2017 — Арена для убийства
- 2016 — Следы на воде — Кристина
- 2016 — Нераскрытый талант
- 2016 — Мой чужой ребёнок
- 2016 — Куба
- 2016 — Выйти замуж любой ценой
- 2016 — Все возрасты любви
- 2015 — Чёрная паутина — Елена Гладышева
- 2015 — Фамильные ценности
- 2015 — Тонкий лёд
- 2015 — Погоня за прошлым
- 2015 — Печенье с предсказанием
- 2015 — Неподкупный
- 2015 — На дальней заставе
- 2015 — Любовь, которой не было
- 2015 — Красная королева
- 2015 — Код Каина / The Code of Cain — Марья
- 2015 — Капкан для звезды
- 2015 — В созвездии Стрельца
- 2015 — Возвращение Мухтара — 10
- 2015 — Лучший друг жильцов
- 2014 — Счастливый шанс
- 2014 — Слепой расчёт
- 2014 — С Восьмым марта, мужчины!
- 2014 — Прошу поверить мне на слово
- 2014 — Невероятные приключения Арбузика и Бебешки
- 2014 — Мой близкий враг
- 2014 — Доброе имя
- 2014 — Врачиха
- 2014 — Вопреки всему
- 2013 — Сын отца народов
- 2013 — Старшая сестра
- 2013 — Спасти или уничтожить
- 2013 — С любимыми не расстаются
- 2013 — Следы апостолов
- 2013 — Следователь Протасов (фильм четвёртый «Скарабей»)
- 2013 — Установить личность
- 2013 — Обратный отсчёт
- 2013 — Процесс
- 2013 — Причал Любви и Надежды
- 2013 — Первая любовь
- 2013 — Парфюмерша
- 2013 — Нарочно не придумаешь
- 2013 — Летящие по ветру листья
- 2013 — Городские шпионы
- 2013 — Все сокровища мира
- 2013 — Весомое чувство
- 2013 — Вангелия
- 2013 — Букет
- 2013 — Ой, ма-моч-ки!
- 2012—2013 — Белые волки
- 2012 — Я его слепила
- 2012 — Смерть шпионам. Ударная волна
- 2012 — Сердце не камень
- 2012 — Полосатое счастье
- 2012 — Охота на гауляйтера
- 2012 — Обратная сторона Луны
- 2012 — Мать и мачеха
- 2012 — Куклы
- 2012 — Золотые ножницы — Катя, бармен
- 2012 — Знахарка — Катя, секретарь
- 2012 — Жила-была Любовь — Лиза
- 2011 — Штрихи осени
- 2011 — Тропинка вдоль реки
- 2011 — Счастье есть
- 2011 — Семейный детектив
- 2011 — Покупатель
- 2011 — Навигатор — Лена Фёдорова
- 2011 — В ожидании любви — Галя

## Театральные роли
- Люсиль, дочь господина Журдена — «Мещанин во дворянстве» (режиссёр-постановщик В. Варецкий)
- Нимфа, Механическая девка — Сергей Ковалёв «Тарас на Парнасе» (реж. Наталья Башева)
- Принцесса — Николай Шувалов (по Ш. Перро) «Кот в сапогах» (реж. Бенедикт Расстриженников)
- Дюймовочка — Юрий Щуцкий (по сказке Ханса Кристиана Андерсена) «Дюймовочка» (2009, реж. Наталья-Розалия Родина)
- Шуся — Татьяна Сивец «Брык и Шуся ищут лето» (2010, реж. Егор Лёгкин)
- Падчерица Зося — Юрий Кулик (по мотивам сказок братьев Гримм) «Госпожа Метелица» (2010, реж. Юрий Кулик)
- Поросёнок Джек — Юрий Щуцкий «Три поросёнка» (2010, реж. Егор Лёгкин)
- Люба — Франтишек Алехнович «Господин министр» (2011, реж. Владимир Савицкий)
- Мадемуазель Ниа (Нина Заречная) — «Больше чем дождь», А. П. Чехов «Чайка» (2013, реж. Павел Адамчиков, пластический спектакль, Гран-при за лучший спектакль Эрбильского международного театрального фестиваля в Эрбиле, 2013)
- Вероника — «Вероника решает умереть» Пауло Коэльо (2013, реж. Наталья Башева)

## Награды и номинации
- 2021 — Номинация на премию «Золотой орёл» в категории «Лучшая женская роль на телевидении» (за сериал «Ученица Мессинга»)[11]